# Муллонен, Ирма Ивановна
И́рма Ива́новна Му́ллонен (род. 29 января 1956, Петрозаводск) — российский лингвист, доктор филологических наук, профессор ПетрГУ, директор Института языка, литературы и истории Карельского научного центра РАН (2005—2015), член-корреспондент РАН (2019), заслуженный деятель науки Российской Федерации (2018) и Республики Карелия.

## Биография
Ирма Муллонен родилась в семье ингерманландских финнов. Отец — партийный и общественный деятель Иван Адамович Муллонен (1928—2017), мать — лингвист, профессор Петрозаводского госуниверситета М. И. Муллонен (1930—2008).
В 1978 году окончила историко-филологический факультет ПетрГУ по специальности «Финский язык и литература». В 1978—1981 годах обучалась в очной аспирантуре Карельского филиала АН СССР.
С 1981 года — сотрудник сектора языкознания Института языка, литературы и истории Карельского научного центра РАН (ИЯЛИ КарНЦ АН СССР). В 1983 году в Тарту защитила кандидатскую диссертацию на тему «Гидронимия бассейна реки Ояти».
С 1993 года работает на кафедре финского языка и литературы факультета прибалтийско-финской филологии и культуры ПетрГУ, с 2001 года — профессор. В 2000 году в Йошкар-Оле защитила докторскую диссертацию «Топонимия Присвирья: проблемы этноязыкового контактирования». В ПетрГУ читает курсы лекций «История финского языка» и «Введение в финно-угроведение».
В 2005—2015 годах — директор ИЯЛИ КарНЦ РАН. Председатель учёного совета ИЯЛИ КарНЦ РАН, член учёного совета филологического факультета ПетрГУ, член редколлегии журнала «Вопросы ономастики».
В феврале 2022 года подписала открытое письмо российских учёных и научных журналистов с осуждением вторжения России на Украину и призывом вывести российские войска с украинской территории.
В 2025 году награждена медалью «За заслуги перед Республикой Карелия».

## Научная деятельность

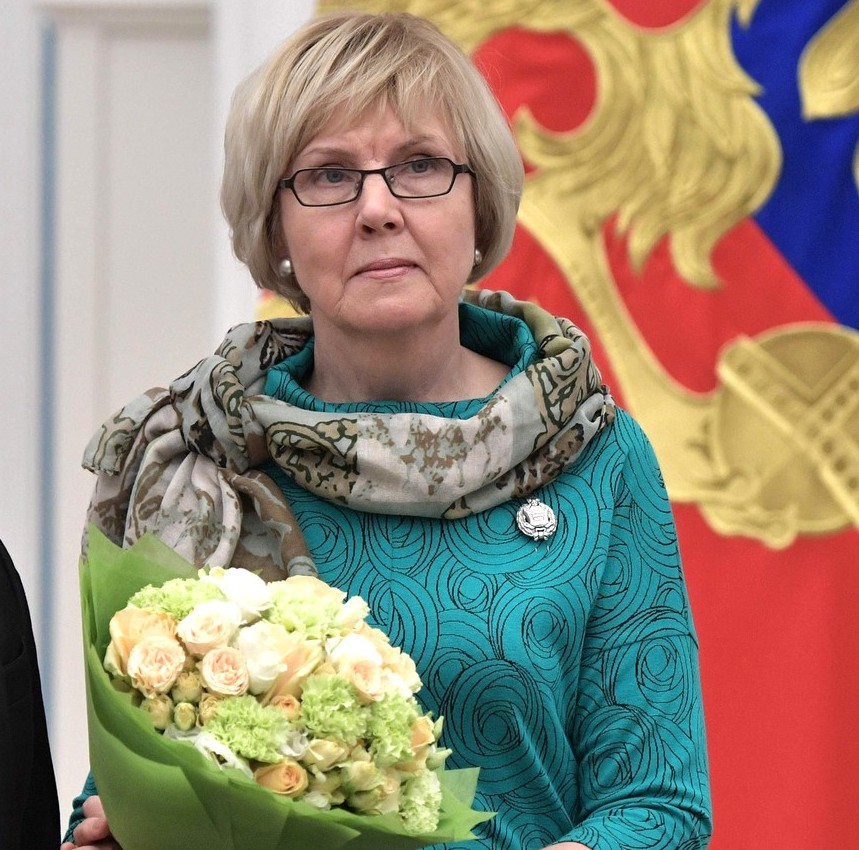
Присвоение почётного звания «Заслуженный деятель науки Российской Федерации», 27 ноября 2018 года

И. И. Муллонен — специалист в области теоретической и финно-угорской ономастики, прибалтийско-финского языкознания, теории языковых контактов. В 1994 году составила трёхъязычный (вепсско-финско-русский) список вепсских топонимов Карелии.
Автор около 200 опубликованных научных работ по проблемам топонимии и прибалтийско-финского языкознания.
- Муллонен И. И. Гидронимия бассейна реки Ояти / Карел. фил. АН СССР, Ин-т яз., лит. и истории. — Петрозаводск: Карелия, 1988. — 160,[1] с. — ISBN 5-7545-0103-X.
- Мамонтова Н. Н., Муллонен И. И. Прибалтийско-финская географическая лексика Карелии / Рос. акад. наук, Карел. науч. центр, Ин-т яз., лит. и истории. — Петрозаводск: КНЦ РАН, 1991. — 160 с. — ISBN 5-201-07813-3.
- Муллонен И. И. Очерки вепсской топонимии. — СПб.: Наука, 1994. — 156 с. — ISBN 5-02-028155-7.
- Муллонен И. И., Азарова И. В., Герд А. С. Словарь гидронимов Юго-Восточного Приладожья (бассейн р. Свирь) = Laatokan kaakkoisrannikon (Syvärin alueen) vesistönimien sanakirja / Под ред. А. С. Герда; С.-Петерб. гос. ун-т, Рос. акад. наук. Ин-т яз., лит. и истории Карел. науч. центра. — СПб.: Изд-во СПбГУ, 1997. — XXVI, [2], 192, [1] с. — ISBN 5-288-01849-9.
- Муллонен И. И. Топонимия Присвирья: Проблемы этноязыкового контактирования / Рец.: д-р филол. наук А. С. Герд, канд. филол. наук Н. Н. Мамонтова; Институт языка, литературы и истории Карельского научного центра РАН. — Петрозаводск: ПетрГУ, 2002. — 356 с. — 700 экз. — ISBN 5-8021-0193-8. Архивировано 20 декабря 2018 года.
- Муллонен И. И. Введение в финно-угроведение : учебное пособие на финском языке = Johdatusta fennougristiikkaan / Петрозаводский гос. ун-т. — Петрозаводск: Изд-во ПетрГУ, 2007. — 124 с. — ISBN 978-5-8021-0710-2.
- Муллонен И. И. Топонимия Заонежья: Словарь с историко-культурными комментариями / Рец.: д-р филол. наук А. С. Герд, канд. филол. наук К. К. Логинов. — Петрозаводск: Карельский научный центр РАН, 2008. — 242 с. — 400 экз. — ISBN 978-5-9274-0334-9.
- Муллонен И. И., Азарова И. В., Герд А. С. Свод топонимов Заонежья / Под ред. А. С. Герда. — Петрозаводск: Карельский научный центр РАН, 2013. — 252 с. — ISBN 978-5-9274-0586-2.
- Захарова Е. В., Кузьмин Д. В., Муллонен И. И., Шибанова Н. Л. Топонимные модели Карелии в пространственно-временном контексте. — М.: Языки славянских культур, 2018. — 272 с. — (Studia philologica). — ISBN 978-5-907117-12-9.